# Consulado General de Francia en Miami

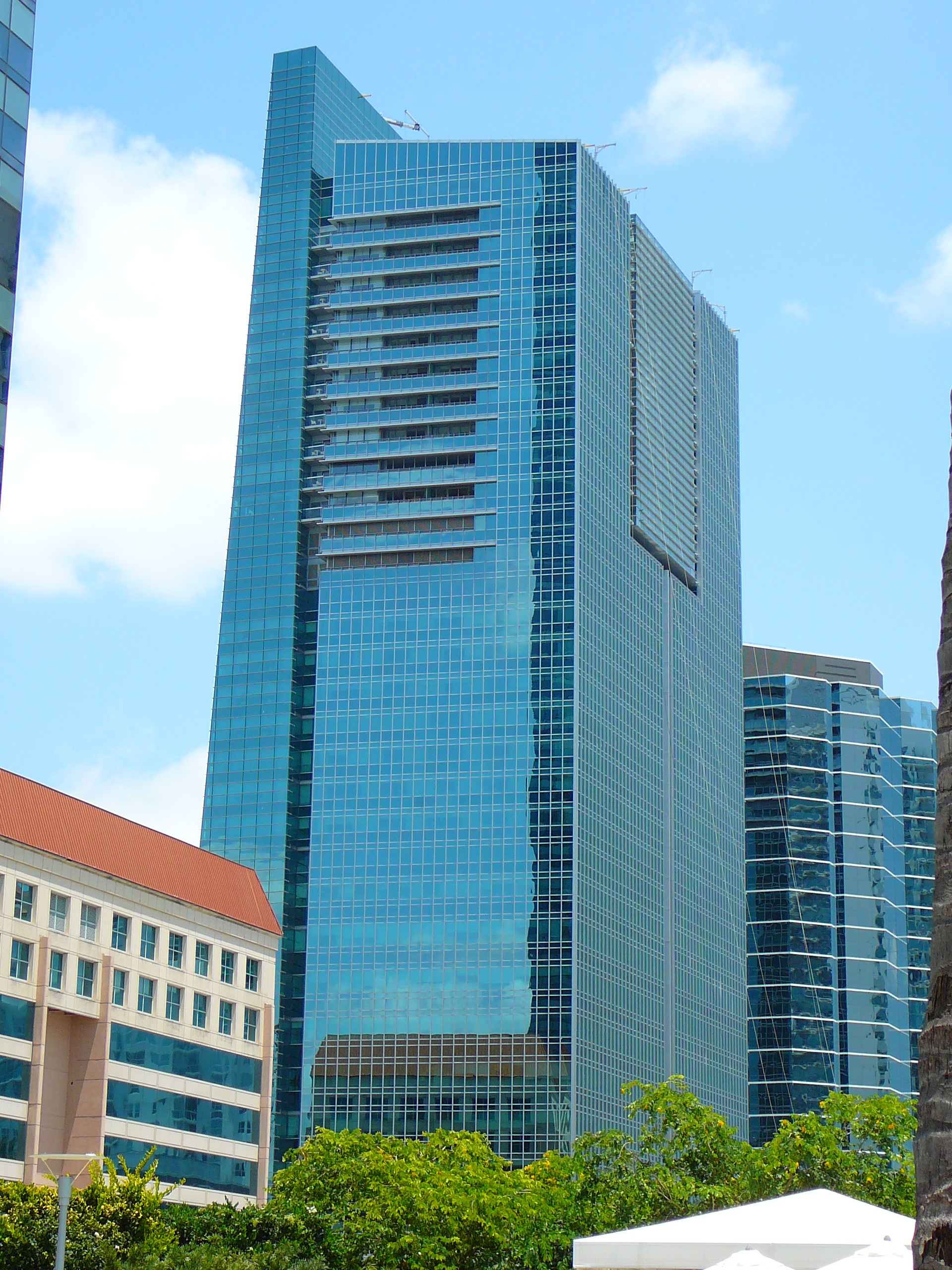
Espirito Santo Plaza, en él se ubica el consulado Francés en Miami

El Consulado General de Francia en Miami es el principal centro diplomático de Francia en el estado de Florida. Bajo la dirección del Cónsul General, Philippe Vinogradoff, que representa los intereses de Francia y los franceses en el estado, así como ofrecer un punto de contacto para los ciudadanos franceses y extranjeros.
Se encuentra en la suite 1050 del edificio Espirito Santo Plaza en el distrito financiero de Miami.
La jurisdicción tiene el estado de Florida, Puerto Rico (EE. UU.), las Islas Vírgenes de los Estados Unidos (EE. UU.), las Bahamas, las Islas Caimán, y las Islas Turcas y Caicos.

## Servicios
El consulado se encarga de la prestación de determinados servicios a los ciudadanos franceses que viven o viajan a través de Florida. Además de estos, que mantiene fuertes vínculos con los ciudadanos franceses que se establecen en negocios en la Florida.

## Cancillería
La Cancillería está a cargo de Bruno Dubois, el Cónsul Adjunto pertinente. Su función principal es en la expedición de visados a los estadounidenses que deseen viajar a Francia. Sin embargo, también proporciona un vínculo entre los ciudadanos franceses y americanos en Florida en busca de visas y es el principal punto de contacto para los expatriados y los ciudadanos franceses, por ejemplo, asegurándose de que reciban un trato justo si son arrestados. La cancillería también proporciona servicios diplomáticos en la zona y alberga agregados de la embajada como los de la cultura con el fin de que cumplan su papel en el estado.

## El servicio de cultura
Este servicio se encarga de promover y compartir la cultura francesa en la Florida, por ejemplo mediante la financiación de exposiciones locales. Está coordinado desde la embajada en Washington D. C. y alberga una cultura adjuntar y su personal. También presta asistencia a los ciudadanos franceses que estudian en la Florida a través de donaciones y otros fondos, a pesar de visas son manejadas por la Cancillería.

## Departamento de prensa
El Servicio de Prensa maneja los medios de comunicación y las consultas del público en el consulado y se hace responsable del mantenimiento del sitio web del consulado y de todas sus publicaciones, así como informar a la embajada y el gobierno francés sobre cómo las noticias sobre Francia se informó en su zona.